# Comuna de Bieżuń
Bieżuń (polaco: Gmina Bieżuń) é uma gminy (comuna) na Polónia, na voivodia de Mazóvia e no condado de Żuromiński. A sede do condado é a cidade de Bieżuń.
De acordo com os censos de 2004, a comuna tem 5303 habitantes, com uma densidade 43,5 hab/km².

## Área
Estende-se por uma área de 122,02 km², incluindo:
- área agrícola: 79%
- área florestal: 9%

## Demografia
Dados de 30 de Junho 2004:
|                      | Total   | Total | Mulheres | Mulheres | Homens  | Homens |
| -------------------- | ------- | ----- | -------- | -------- | ------- | ------ |
|                      | pessoas | %     | pessoas  | %        | pessoas | %      |
| População            | 5303    | 100   | 2681     | 50,6     | 2622    | 49,4   |
| Densidade (pop./km²) | 43,5    | 100   | 22       | 22       | 21,5    | 21,5   |

De acordo com dados de 2002, o rendimento médio per capita ascendia a 1241,25 zł.

## Subdivisões
- Adamowo, Bielawy Gołuskie, Dąbrówki, Dźwierzno, Gołuszyn, Karniszyn, Karniszyn-Parcele, Kobyla Łąka, Kocewo, Mak, Małocin, Myślin, Pozga, Sadłowo, Sadłowo-Parcele, Sławęcin, Stanisławowo, Stawiszyn-Łaziska, Stawiszyn-Zwalewo, Strzeszewo, Trzaski, Wieluń, Wilewo-Pełki, Władysławowo, Zgliczyn-Pobodzy.

## Comunas vizinhas
- Lutocin, Radzanów, Rościszewo, Siemiątkowo, Szreńsk, Zawidz, Żuromin